# Wörth am Rhein
Pour les articles homonymes, voir Wörth.
Wœrth-sur-le-Rhin (allemand : Wörth am Rhein) est une ville du Land allemand de Rhénanie-Palatinat. Située au bord du Rhin, à environ 10 km à l'ouest de Karlsruhe, elle est à proximité du Land de Bade-Wurtemberg et du département français du Bas-Rhin. Sa population avoisine les 18 000 habitants.
Cette ville accueille une usine du groupe Daimler Chrysler.
La ville possède également une gare, lui offrant des liaisons directes vers Karlsruhe, Landau, Lauterbourg ou Strasbourg.

## Jumelages
- Cany-Barville (France)
- Geltendorf (Allemagne)
- Drezdenko (Pologne)

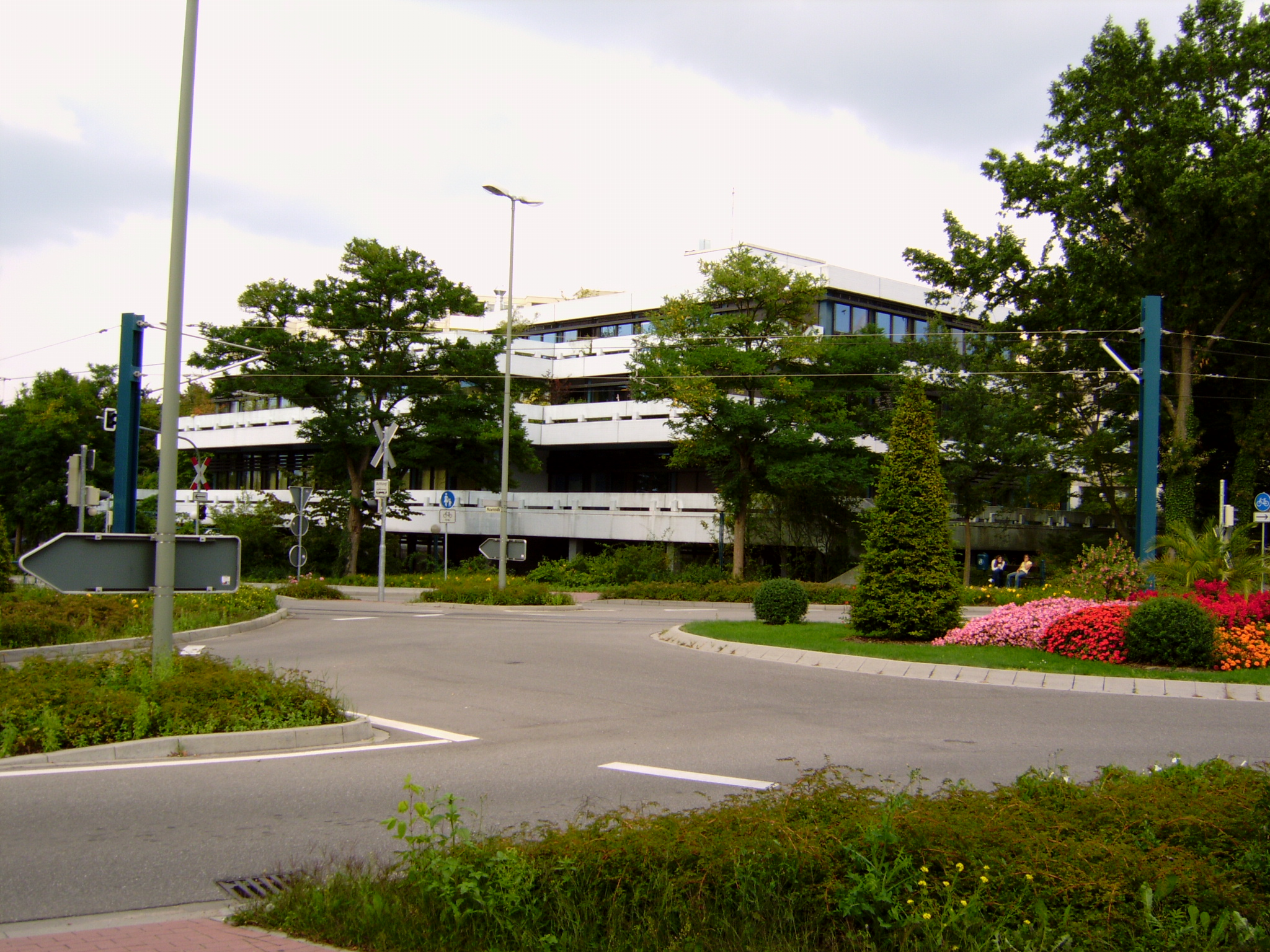
Mairie.
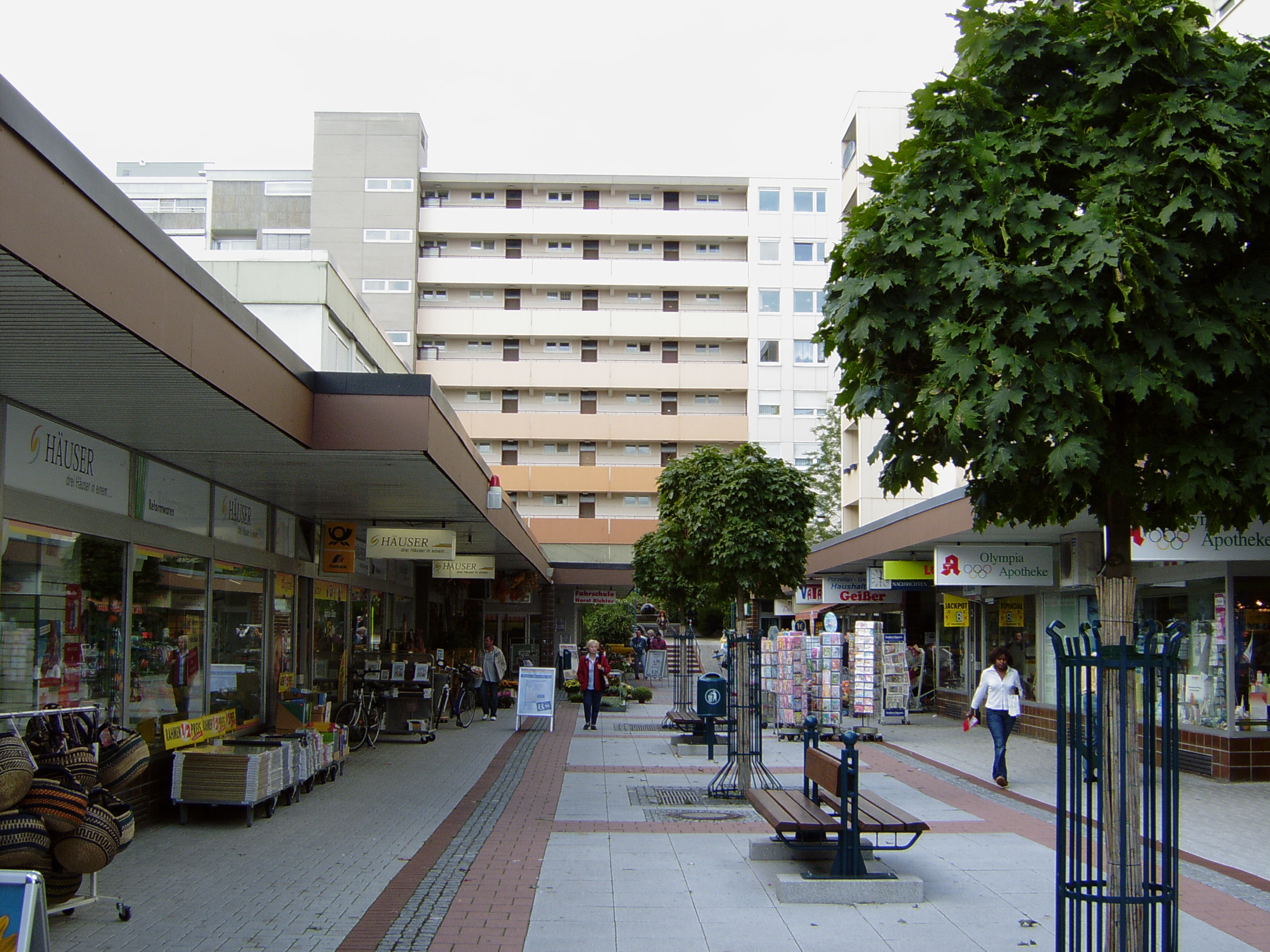
Zone piétonne dans le centre-ville.
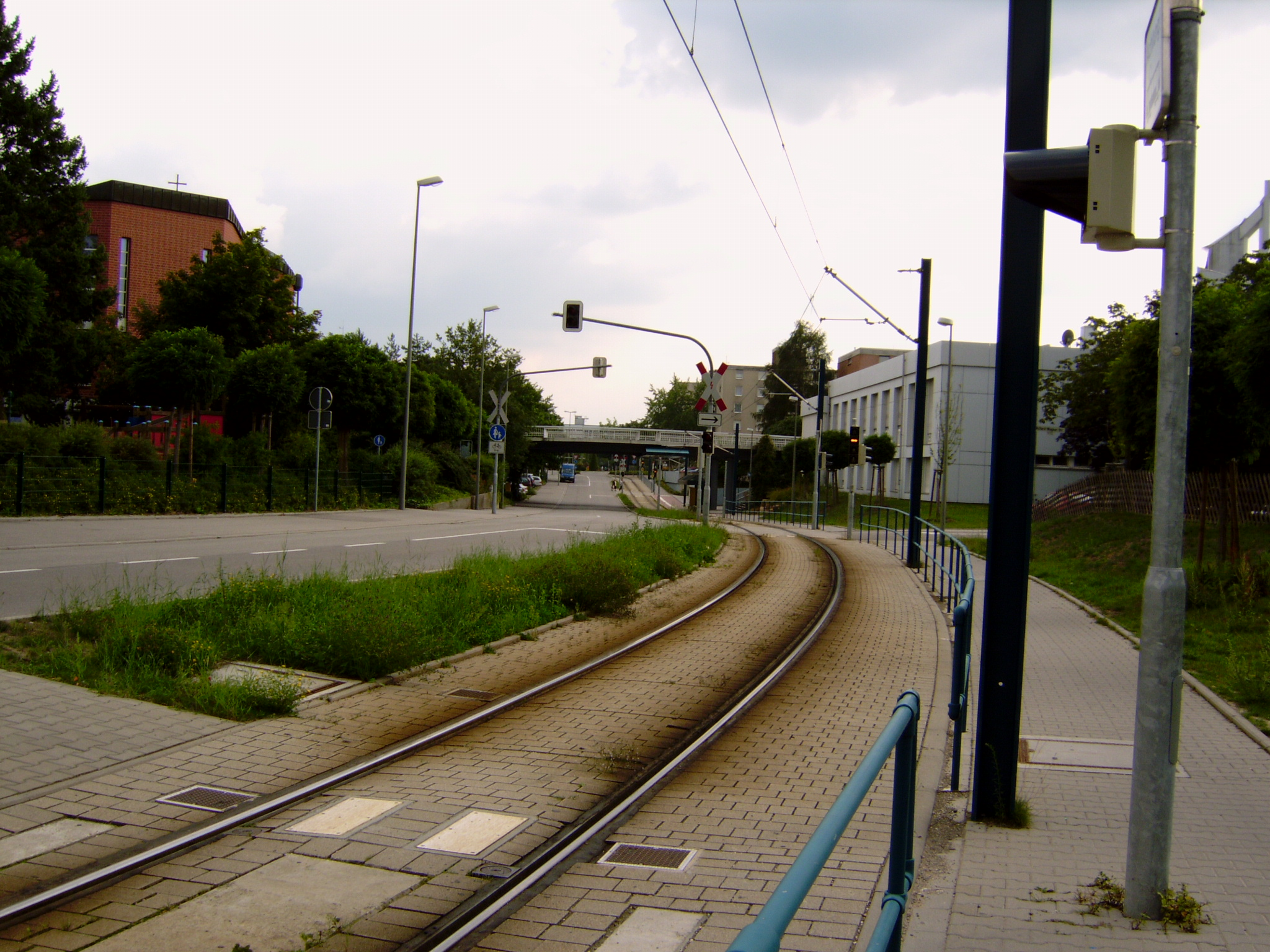
Voie de tramway.
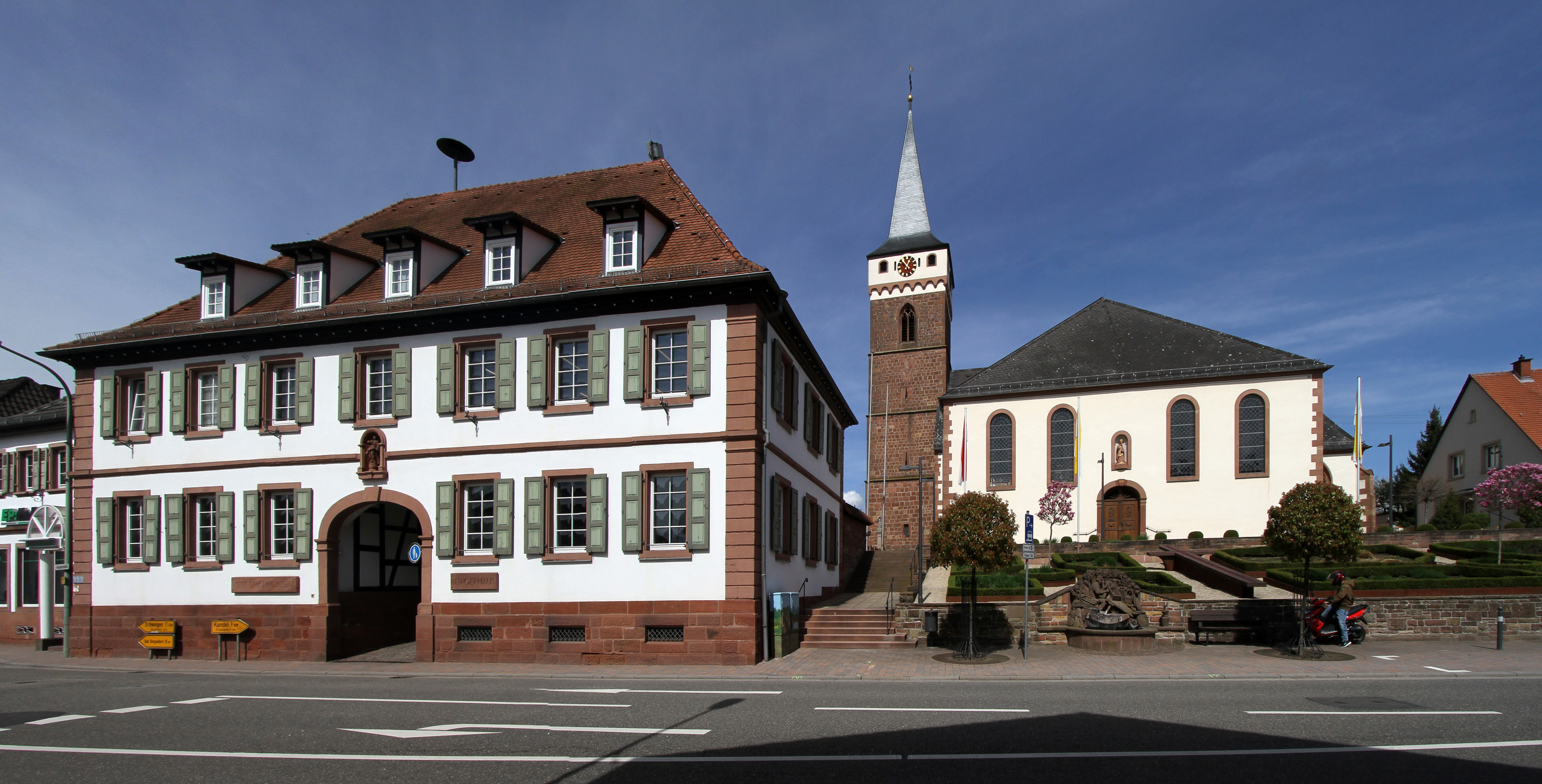
Wörth-Schaidt.
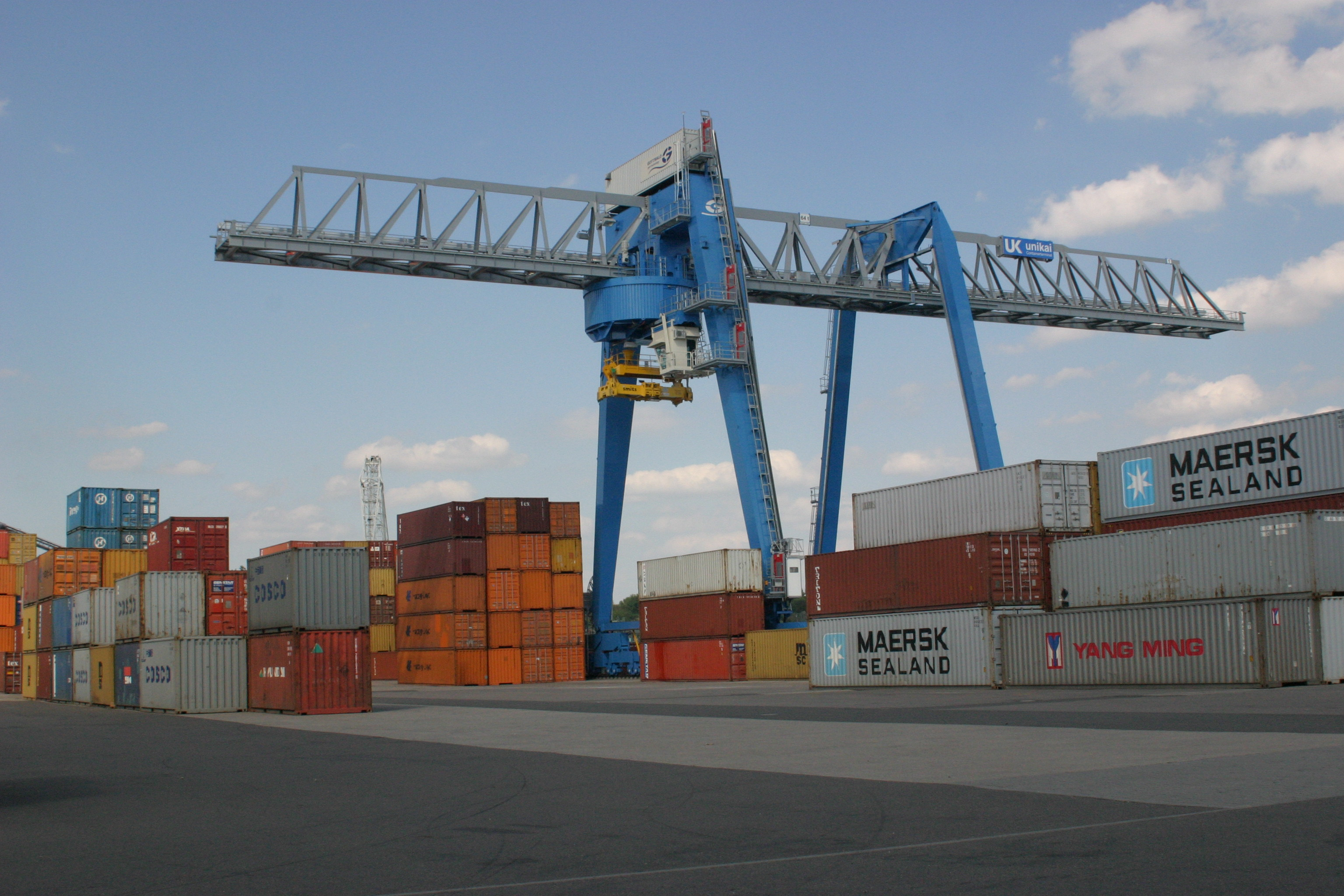
Port de Wœrth-sur-le-Rhin.
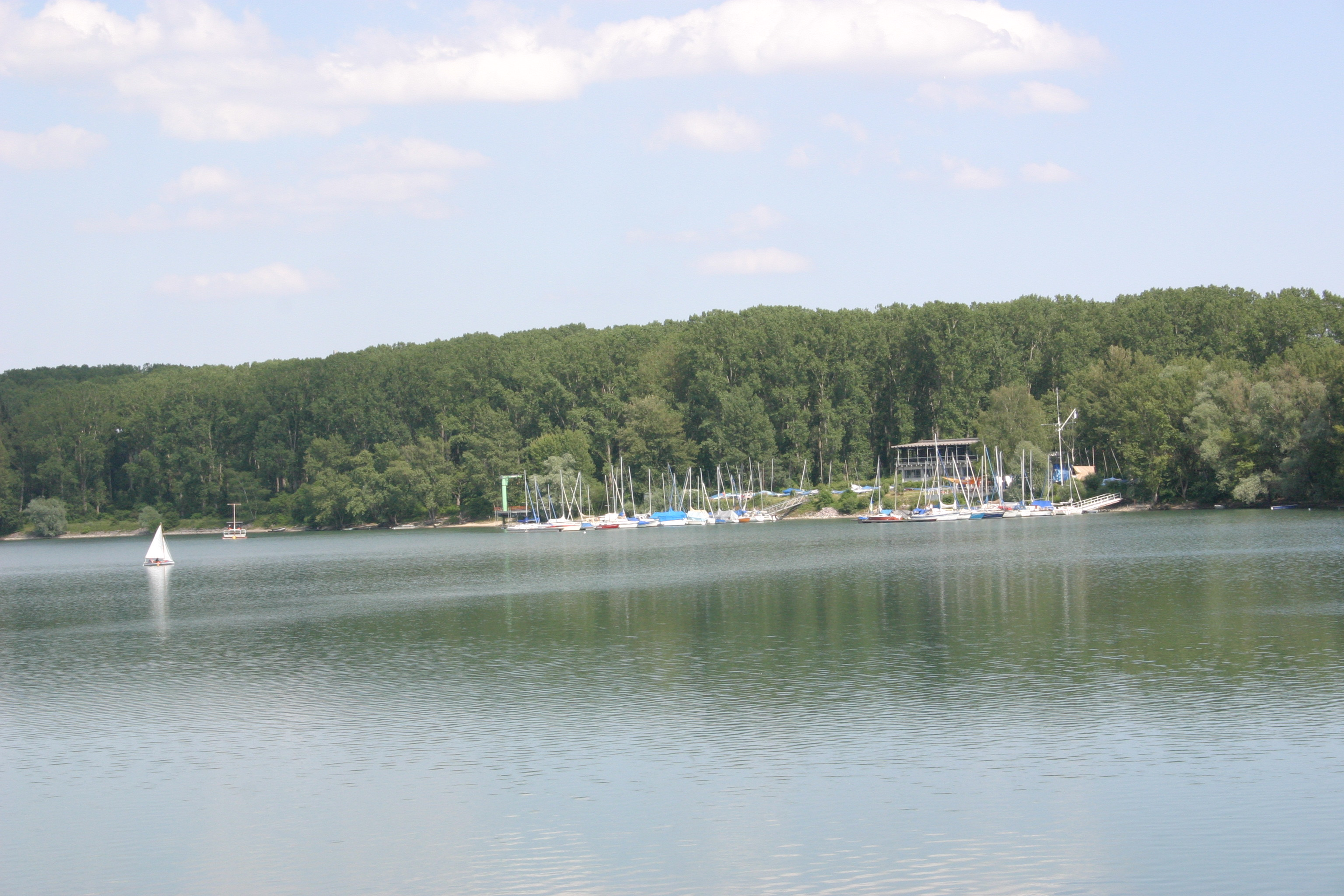
Port de plaisance de Wœrth-sur-le-Rhin.